# Ford Model TT

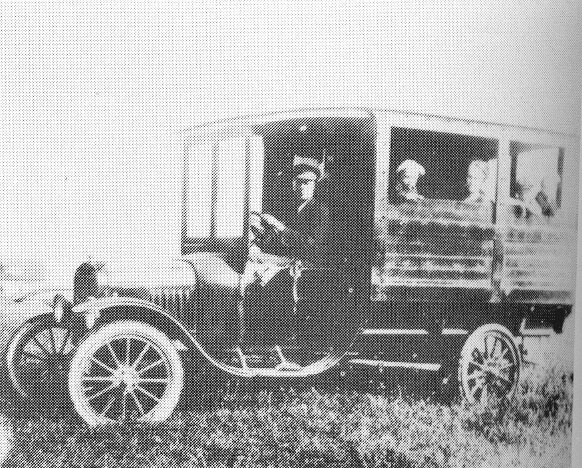
Ford TT som buss i Skanör, Sverige 1920

Ford Model TT var en större variant av T-Forden, med en total lastvikt på ett ton. Skillnaden mot personbilen låg främst i en kraftigare och längre ram, samt en kraftigare bakaxel. Lägre utväxling i bakaxeln gjorde att personbilens 20 hästkrafter oftast räckte även med kraftiga överlass. Den tvåväxlade växellådan blev dock ofta kompletterad med tillbehörsväxellådor som fanns av ett flertal fabrikat. Deras vanligaste funktion låg i att komplettera med en mellanväxel. Överväxel sågs sällan som en prioritet, trots den låga topphastigheten, förmodligen på grund av den allmänt dåliga vägstandarden vid denna tid. Ford rekommenderade att man inte överskred 24 km/h med standardutväxlingen 7.25:1 eller 35 km/h om man hade alternativutväxlingen 5.17:1 i bakaxelns snäckväxel. 
TT såldes ofta som ett chassi och köparen byggde själv till den efter behov. Den användes både som lastbil och buss. Den massproducerades med stålhytt från Ford mellan 1924 och 1927, men började produceras som chassi 1917.